# Liste des partis politiques aux Kiribati
Il existe des partis politiques aux Kiribati, mais ils n'ont pas une importance essentielle dans la vie politique du pays. Ce sont « des regroupements lâches plutôt que des blocs disciplinés ; ils ont peu ou pas de structure ». Un député de la Maneaba ni Maungatabu (le parlement national) « peut changer d’allégeance plusieurs fois au cours de son mandat. Il est courant aussi que les députés votent selon les intérêts particuliers de leurs électeurs sur certaines questions ».
Le plus ancien parti, créé du temps de la colonie britannique des îles Gilbert et Ellice est le Parti du progrès national, celui du premier président Ieremia Tabai et de Teatao Teannaki.
À la suite des élections législatives de 2007, il y avait quatre partis politiques représentés au Parlement. Le Boutokaan te koaua (Les Piliers de la vérité) était le parti du gouvernement et du Président de la République, Anote Tong. Le principal parti d'opposition était le Maurin Kiribati, dirigé par Nabuti Mwemwenikarawa. Les deux autres formations étaient le parti Maneaban te mauri (Protégeons la Mwaneaba) et le parti Kiribati tabomoa (Prospérité de Kiribati). En 2010, toutefois, ces deux derniers mouvements s'unirent en un Parti de la Coalition unie (Karikirakean Te I-Kiribati), devenant ainsi le principal et officiel mouvement d'opposition, avec à sa tête Rimeta Beniamina.
En 2016, le KTK et le Maurin se coalisent pour former le parti Tobwaan Kiribati. Ils remportent l'élection présidentielle avec Taneti Maamau.